# Drager og Dæmoner
Drager og Dæmoner er et svensk rollespil, lavet af Steve Perrin. Det siges, at den første version er baseret på Magic World, men med den mulighed at man kan spille en and, taget fra den engelske RuneQuest.
Drager og dæmoner bruger det velkendte Basic Role-Play system, lavet af Chaosium, nok bedre kendt fra Call of Cthulhu.
Oversat til svensk hedder det Drakar och Demoner. På trods af det lignende navn har det ingen relation til Dungeons & Dragons.
Det blev første gang lavet af Target Games.